# Sayako Kuroda
Sayako Kuroda (jap. 黒田 清子 Kuroda Sayako; ur. 18 kwietnia 1969), uprzednio Jej Cesarska Wysokość Księżniczka Sayako (jap. 紀宮清子内親王 Nori-no-miya Sayako Naishinnō) – trzecie, najmłodsze dziecko i jedyna córka cesarza emeryta Akihito i cesarzowej emeryt Michiko. Jej symbolem są grzybienie Nymphaea tetragona (jap. 未草 hitsujigusa)
Wychodząc 15 listopada 2005 za mąż za Yoshiki Kurodę – zwykłego urzędnika miejskiego i osobę niezwiązaną z dworem cesarskim – Sayako opuściła rodzinę cesarską i utraciła tytuł, przyjmując nazwisko męża. 

## Życiorys

### Okres książęcy
Urodziła się 18 kwietnia 1969 roku.
W latach 1977–1987 odbywała wraz z matką podróże po kraju.
W 1973 rozpoczęła naukę w przedszkolu Gakushūin (jap. 学習院幼稚園 Gakushūin-yōchien). W szkołach Gakushūin pozostała do 1992 r., kiedy ukończyła studia na Uniwersytecie Gakushūin na Wydziale Języka i Literatury Japońskiej. W tym samym roku rozpoczęła badania ornitologiczne w Instytucie Yamashina w Abiko w prefekturze Chiba, gdzie pracuje dotychczas.
W 1994 w mediach wybuchła afera związana z rzekomym zamążpójściem księżniczki.
Od 1998 do 2005 badała gatunki ptaków żyjące na terenie ogrodów cesarskiego kompleksu pałacowego w Tokio i Cesarskiej Posiadłości Akasaka. Wyniki jej badań na temat zimorodków zostały opublikowane przez wydawnictwo Heibonsha w Wielkiej Encyklopedii Zwierząt Japonii. Sayako jest pierwszą księżniczką w historii Japonii, która otrzymała wynagrodzenie za wykonaną pracę.
W styczniu 2003 poznała Yoshiki Kurodę – przyjaciela z dzieciństwa księcia Akishino. Zaręczyli się w styczniu 2004. Dwa miesiące później ich zamiary zostały przedstawione parze cesarskiej. Zaręczyny miały zostać ogłoszone publicznie w listopadzie, lecz z powodu trzęsienia ziemi które miało wówczas miejsce i śmierci księżnej Kikuko w dniu 12 grudnia, zostały przeniesione na dzień 30 grudnia.
W dniu 19 marca 2005 odbyła się ceremonia zaręczyn (jap. 納采の儀 Nōsai no Gi). 21 października tego samego roku księżniczka zdała egzaminy na prawo jazdy. 28 października, jeszcze z tytułem księżniczki, wzięła udział w ostatnim enyūkai (jap. 園遊会).

### Ślub i odejście z rodziny cesarskiej
- 12 listopada 2005

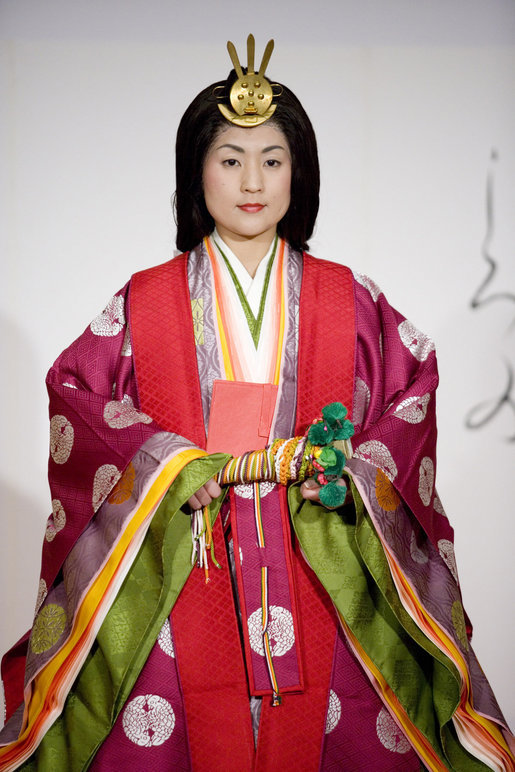
Modelka prezentuje jūni-hitoe

W chramie Kōreiden (jap. 皇霊殿) – poświęconym cesarskim przodkom – na terenie Pałacu Cesarskiego w Tokio odbyła się ceremonia o nazwie Kashikodokoro Kōreiden Shinden ni Essuru no Gi (jap. 賢所皇霊殿神殿に謁するの儀), podczas której księżniczka ubrana w jūni-hitoe (ceremonialne kimono dam dworu składające się z 12 warstw) złożyła cześć swoim przodkom.
Na zewnątrz Pałacu Cesarskiego odbyła się ceremonia Chōken no Gi (jap. 朝見の儀 Ceremonia Audiencji Cesarskiej), podczas której Sayako ubrana w długą suknię z Orderem Skarbu Korony i diademem pożegnała się z cesarzem i cesarzową.
- 15 listopada 2005

Około godziny 10:00, Sayako opuściła Pałac Cesarski.
11:00 – w „Sali Bankietowej Orchidei” w hotelu Imperial w Tokio odbyła się ceremonia ślubna, na której obecni byli cesarz, cesarzowa, książę Naruhito wraz z małżonką oraz krewni młodej pary.
Miejsce zostało poświęcone bogini Amaterasu. Mistrzem ceremonii był Michihisa Kitashirakawa.
14:00 – nowożeńcy udzielili wywiadów dla mediów.
16:00 – w hotelu Imperial odbył się bankiet, na którym obecny był także gubernator Tokio – Shintarō Ishihara.
- 16 listopada 2005

Sekretarz Agencji Dworu Cesarskiego (Kunaichō) dokonał zmiany statusu społecznego Sayako. Straciła ona przywileje członka rodziny cesarskiej i od tego dnia traktowana jest jak przeciętny obywatel Japonii.
W kwietniu 2008 cesarz – w rocznicę swojego ślubu – odwiedził posiadłość państwa Kuroda.

## Historia podróży zagranicznych
- 16 – 24 sierpnia 1989 – podróż do Hiszpanii.
  - Księżniczka Sayako przyjechała na zaproszenie króla Belgów Baudouina I. (w tym czasie studiowała na Uniwersytecie Gakushūin).
- 19 – 31 sierpnia 1990 – podróż do Stanów Zjednoczonych i Kanady.
- 5 – 21 listopada 1992 – podróż do Australii i Nowej Zelandii.
- 30 sierpnia – 14 września 1993 – podróż do Hiszpanii i Belgii.
  - Księżniczka Sayako przyjechała na zaproszenie byłej królowej Belgów – Fabioli de Mora.
- 21 listopada – 5 grudnia 1994 – podróż do Królestwa Tajlandii.
- 6 – 21 listopada 1995 – wizyta w Brazylii (w czasie podróży księżniczka odbyła krótkie wizyty w Boliwii i w Stanach Zjednoczonych).
  - Księżniczka Sayako przyjechała na zaproszenie z okazji obchodów setnej rocznicy przyjaźni japońsko-brazylijskiej.
- 28 września – 10 października 1996 – wizyta w Bułgarii i Czechach (w czasie podróży księżniczka odbyła krótkie wizyty w Niemczech i w Wielkiej Brytanii).
- 9 – 19 maja 1997 – wizyta we Francji (w czasie podróży księżniczka odbyła krótką wizytę w Holandii).
  - Księżniczka Sayako przyjechała na zaproszenie z okazji „roku japońskiego” we Francji. Uczestniczyła w ceremonii otwarcia centrum kultury japońskiej w Paryżu.
- 26 maja – 9 czerwca 1999 – wizyta w Peru i Boliwii (w czasie podróży księżniczka odbyła krótką wizytę w Stanach Zjednoczonych).
  - Księżniczka Sayako przyjechała na zaproszenie z okazji 100. rocznicy początków migracji ludności japońskiej do Peru i Boliwii.
- 12 – 20 września 1999 – wizyta w Stanach Zjednoczonych (Hawaje).
  - Księżniczka przyjechała na zaproszenie z okazji ukończenia budowy teleskopu Subaru na Hawajach.
- 4 – 16 października 2000 – wizyta na Słowacji, w Słowenii i Irlandii.
- 6 – 18 października 2002 – wizyta w Rumunii i Chorwacji (w czasie podróży księżniczka odbyła krótką wizytę we Włoszech).
  - Księżniczka Sayako przyjechała na zaproszenie z okazji 100. rocznicy rozpoczęcia wymiany kulturalnej pomiędzy Japonią a Rumunią.
- 14 – 28 listopada 2003 – wizyta w Urugwaju, Hondurasie (w czasie podróży księżniczka odbyła krótkie wizyty we Francji, Argentynie i Stanach Zjednoczonych).

## Genealogia
| Sayako Kuroda | Ojciec: Cesarz Akihito   | Dziadek: Cesarz Shōwa                       | Pradziadek: Cesarz Taishō                                |
| Sayako Kuroda | Ojciec: Cesarz Akihito   | Dziadek: Cesarz Shōwa                       | Prababcia: Cesarzowa Teimei                              |
| Sayako Kuroda | Ojciec: Cesarz Akihito   | Babcia: Cesarzowa Kōjun                     | Pradziadek: Kuni no Miya Kuniyoshi Ō (jap. 久邇宮邦彦王) |
| Sayako Kuroda | Ojciec: Cesarz Akihito   | Babcia: Cesarzowa Kōjun                     | Prababcia: Kuniyoshi Ōhi Chikako (jap. 邦彦王妃俔子)     |
| Sayako Kuroda | Matka: Cesarzowa Michiko | Dziadek: Hidesaburō Shōda (jap. 正田英三郎) | Pradziadek: Tei’ichirō Shōda (jap. 正田貞一郎)           |
| Sayako Kuroda | Matka: Cesarzowa Michiko | Dziadek: Hidesaburō Shōda (jap. 正田英三郎) | Prababcia: Kinu Shōda (jap. 正田きぬ)                    |
| Sayako Kuroda | Matka: Cesarzowa Michiko | Babcia: Fumiko Shōda (jap. 正田富美子)      | Pradziadek: Tsunao Soejima (jap. 副島綱雄)               |
| Sayako Kuroda | Matka: Cesarzowa Michiko | Babcia: Fumiko Shōda (jap. 正田富美子)      | Prababcia: ?                                             |